# Курт фон Брізен
Курт Альфред Отто Ерімар фон Брізен (нім. Kurt Alfred Otto Erimar von Briesen; 3 травня 1886, Анклам, Німецька імперія — 20 листопада 1941, Харків, УРСР) — німецький воєначальник, генерал піхоти вермахту. Кавалер Лицарського хреста Залізного хреста.

## Біографія
Син генерала піхоти Альфреда фон Брізена. 16 вересня 1904 року вступив у 2-й імператора Франца гвардійський гренадерський полк. З жовтня 1910 року виконував обов'язки ад'ютанта батальйону. 1 жовтня 1913 року був відряджений для навчання до військової академії.
З початком Першої світової війни Брізен покинув академію і був призначений полковим ад'ютантом 15-го резервного піхотного полку. Він служив на Західному фронті у Франції і був там поранений 23 серпня 1914 року. Після госпіталізації і одужання з 28 жовтня 1914 року служив ад'ютантом 26-ї резервної піхотної бригади. У 1916 році переведений в штаб 4-го армійського корпусу. 7 вересня 1916 року Брізен був зарахований до Генерального штабу і призначений першим офіцером штабу 239-ї піхотної дивізії.
Після закінчення війни Брізен з січня по квітень 1919 року командував 52-м добровольчим батальйоном, а потім призначений у 2-й армійський корпус першим офіцером штабу. З 1 жовтня 1919 року працював на тій же посаді в штабі 2-го військового округу, поки не був остаточно звільнений з військової служби 9 березня 1920 року, покинувши службу 31 березня 1920 року.
1 травня 1922 року Брізен був призначений офіцером «земельної оборони» 2-го військового округу, організував охорону кордону в Померанії.
1 квітня 1934 року відновлений на службі як комендант Нойштеттена, а 15 жовтня 1935 року призначений командиром 69-го піхотного полку в Гамбурзі. На початку лютого 1938 року Брізен став командиром 30-ї піхотної дивізії в Любеку. Учасник Польської і Французької кампаній. Його дивізії випала честь пройти повз Тріумфальну арку в Парижі як особлива нагорода. З 25 листопада 1940 року — командир 52-го армійського корпусу. Учасник Німецько-радянської війни. Під час поїздки на фронт в районі Ізюма загинув в результаті радянського авіанальоту.

## Звання
- Фанен-юнкер (16 вересня 1904)
- Фенріх (22 квітня 1905)
- Лейтенант (27 січня 1906) — патент від 21 липня 1904 року.
- Оберлейтенант (19 липня 1913)
- Гауптман (27 січня 1915)
- Майор запасу (31 березня 1920)
- Оберстлейтенант (1 квітня 1934)
- Оберст (1 травня 1934)
- Генерал-майор (1 серпня 1937)
- Генерал-лейтенант (27 серпня 1939)
- Генерал піхоти (1 серпня 1940)

## Нагороди
- Срібна ювілейна медаль для іноземців (Австро-Угорщина; 1908)
- Залізний хрест
  - 2-го класу (вересень 1914)
  - 1-го класу (грудень 1914)
- Орден Франца Йосифа, лицарський хрест (Австро-Угорщина)
- Королівський орден дому Гогенцоллернів, лицарський хрест з мечами (квітень 1918)
- Нагрудний знак «За поранення» в чорному
- Орден Святого Йоанна (Бранденбург), почесний лицар
- Почесний хрест ветерана війни з мечами
- Медаль «За вислугу років у Вермахті» 4-го, 3-го і 2-го класу (18 років)
- Застібка до Залізного хреста
  - 2-го класу (20 вересня 1939)
  - 1-го класу (4 жовтня 1939)
- Лицарський хрест Залізного хреста (27 жовтня 1939)
- Нагрудний знак «За поранення» в сріблі
- Орден Заслуг (Угорщина), командорський хрест із зіркою і мечами (11 вересня 1941)
- Відзначений у Вермахтберіхт (22 листопада 1941)
- Медаль «За зимову кампанію на Сході 1941/42» (посмертно)